# Fausto Cercignani

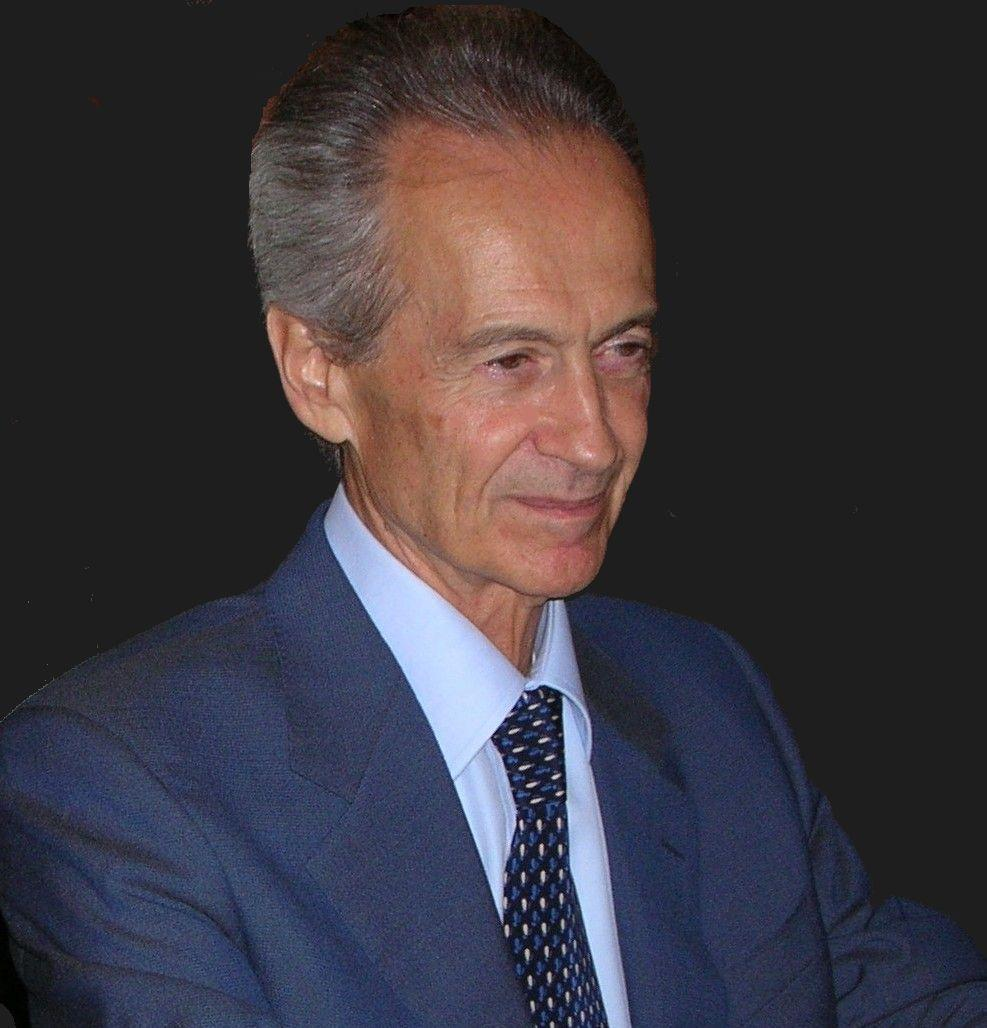
Fausto Cercignani in 2011.

Fausto Cercignani (21 maart 1941) is een Italiaanse geleerde op het gebied van de Germaanse talen, essayist en dichter.

## Hoogleraar
Cercignani is een autoriteit op het gebied van de geschiedenis van de Engelse taal, met bijzondere aandacht voor de Elizabethiaanse periode. Zijn artikelen over Shakespeares tijd (gepubliceerd in "Studia Neophilologica", "English Studies" en andere gespecialiseerde tijdschriften) anticiperen op zijn grote werk "Shakespeare's Works and Elizabethan Pronunciation" (Oxford, 1981), dat als "het beste beschikbare werk" is genoemd.
Cercignani's filologische interesses zijn ook gericht op de historische fonologie van de Germaanse talen en andere aspecten van historische taalkunde. Gespecialiseerde tijdschriften zoals "Zeitschrift für Vergleichende Sprachforschung", "Indogermanische Forschungen", "Journal of English and Germanic Philology", "Language", "Beiträge zur Geschichte der Deutschen Sprache und Literatur" en "The Journal of Indo-European Studies" publiceerde zijn artikelen over Proto-Germaans, Gotisch, Engels en Duits.
Cercignani heeft aan diverse Italiaanse universiteiten gedoceerd als hoogleraar in de geschiedenis van de Engelse taal, Germaanse filologie en Duitse letterkunde.

## Essayist
De literaire essays van Cercignani behandelen bekende auteurs als Jens Peter Jacobsen, Georg Trakl, Georg Büchner, Arthur Schnitzler, Wolfgang Goethe, Gotthold Ephraim Lessing, Wilhelm Heinrich Wackenroder, Hugo von Hofmannsthal, Rainer Maria Rilke, Alban Berg, E.T.A. Hoffmann, Robert Musil, Novalis, Joseph Roth, Richard Beer-Hofmann, Karl Kraus, Franz Kafka, Thomas Mann, August Stramm, Gerhart Hauptmann, Friedrich Schiller, Karl Krolow, en Christa Wolf.

## Dichter
Cercignani's poëzie is verzameld in een enkel volume en bevat ook gedichten gepubliceerd in "Almanacco dello Specchio", "Anterem" en andere tijdschriften. Een criticus spreekt van orphic poëzie, maar «hard en glanzend als staal» en een andere schrijft dat de gedichten van Cercignani «maximale concentratie bereiken, dankzij een versnelling van de gedachte of gevoel dat de fysische dimensie door abstractie reconstrueert».
Fausto Cercignani bezig zich ook met de zelfvertaling van poëtische teksten.

## Geselecteerde werken

### Engelse studies
- Shakespeare's Works and Elizabethan Pronunciation, Oxford, University Press (Clarendon Press), 1981.
- English Rhymes and Pronunciation in the Mid-Seventeenth Century, in “English Studies”, 56/6, 1975, pp. 513-518.
- The Development of */k/ and */sk/ in Old English, in “Journal of English and Germanic Philology”, 82/3, 1983, pp. 313-323.

### Germaanse studies
- The Consonants of German: Synchrony and Diachrony. Milano, Cisalpino, 1979.
- The Development of the Gothic Short/Lax Subsystem, in “Zeitschrift für vergleichende Sprachforschung”, 93/2, 1979, pp. 272-278.
- Early «Umlaut» Phenomena in the Germanic Languages, in “Language”, 56/1, 1980, pp. 126-136.
- Zum hochdeutschen Konsonantismus. Phonologische Analyse und phonologischer Wandel, in “Beiträge zur Geschichte der deutschen Sprache und Literatur”, 105/1, 1983, pp. 1-13.
- The Elaboration of the Gothic Alphabet and Orthography, in “Indogermanische Forschungen”, 93, 1988, pp. 168-185.
- Saggi linguistici e filologici. Germanico, gotico, inglese e tedesco, Alessandria, Edizioni dell'Orso, 1992.

### Duitse studies

#### Boeken
- F. Cercignani, Existenz und Heldentum bei Christa Wolf. «Der geteilte Himmel» und «Kassandra», Würzburg, Königshausen & Neumann, 1988.
- F. Cercignani, Memoria e reminiscenze. Nietzsche, Büchner, Hölderlin e i poemetti in prosa di Trakl, Torino, Genesi Editrice, 1989.
- F. Cercignani, Studia trakliana. Georg Trakl 1887-1987, Milano, Cisalpino, 1989.
- F. Cercignani, Studia büchneriana. Georg Büchner 1988, Milano, Cisalpino, 1990.
- F. Cercignani, Studia schnitzleriana (Arthur Schnitzler 1991), Alessandria, Edizioni dell'Orso, 1991.
- F. Cercignani - E. Mariano, Vincenzo Errante. La traduzione di poesia ieri e oggi, Milano, Cisalpino, 1993.
- F. Cercignani, Novalis, Milano, CUEM, 2002.

#### Essays
- Dunkel, Grün und Paradies. Karl Krolows lyrische Anfänge in «Hochgelobtes gutes Leben», in “Germanisch-Romanische Monatsschrift”, 36/1, 1986, pp. 59-78.
- Zwischen irdischem Nichts und machtlosem Himmel. Karl Krolows «Gedichte» 1948: Enttäuschung und Verwirrung, in “Literaturwissenschaftliches Jahrbuch”, 27, 1986, pp. 197-217.
- Il «Faust» goethiano. Forma e sostanza, in Il «Faust» di Goethe. Antologia critica, edited by F. Cercignani and E. Ganni, Milano, Led, 1993, pp. 21-38.
- «Nathan il saggio» e il Settecento tedesco, in “ACME”, 47/1, 1994, pp. 107-124.
- Sul «Wozzeck» di Alban Berg, in Studia austriaca V, Milano, Edizioni Minute, 1997, pp. 169-190.
- E. T. A. Hoffmann, Italien und die romantische Auffassung der Musik, in Das Land der Sehnsucht. E. T. A. Hoffmann und Italien, edited by S. M. Moraldo, Heidelberg, Winter, 2002, pp. 191-201.
- Per una rilettura di «Salomè». Il dramma di Oscar Wilde e il libretto di Richard Strauss, in Studia theodisca IX, Milano, CUEM, 2002, pp. 171-192.
- Georg Büchner. Empatia e prospettivismo, in Il cacciatore di silenzi. Studi dedicati a Ferruccio Masini, vol. II, edited by P. Chiarini, Roma, Istituto Italiano di Studi Germanici, 2003, pp. 237-258.
- ‘Poesia filosofica’ o ‘filosofia poetica’? Con alcune osservazioni su Schiller, in La poesia filosofica, edited by A. Costazza, Milano, Cisalpino, 2007, pp. 163-170.
- Inganno e autoinganno. Il campagnolo di Kafka, in Studia austriaca XVIII, Milano, PGreco, 2010, pp. 51-64.
- Hofmannsthal fra teatro e filosofia. Con particolare riguardo a «L’uomo difficile», in La filosofia a teatro, edited by A. Costazza, Milano, Cisalpino, 2010, pp. 369-385.

### Korte verhalen
- Five Women (e-boek), 2013.

## Prijzen en onderscheidingen
- Österreichisches Ehrenkreuz für Wissenschaft und Kunst I. Klasse
 (Oostenrijkse Decoratie voor Wetenschap en Kunst), Milaan, 1996